# U Geminorum
U Geminorum, auch U Gem, wurde 1855 von dem britischen Astronom John Russell Hind entdeckt. Es handelt sich um ein kataklysmisch Veränderliches Doppelsternsystem, bestehend aus einem Roten Zwerg und einem Weißen Zwerg im Sternbild Zwillinge. Das System wurde als Zwergnova klassifiziert, und bildet den Prototyp der sogenannten U-Geminorum-Sterne. Der Stern selbst wird allerdings auch zur Untergruppe der SS-Cygni-Sterne gerechnet und bildet zusammen mit diesem auch den Prototyp dieser Untergruppe.
Das Doppelsternsystem in etwa 300 Lichtjahren Entfernung besteht aus einem weißen Zwerg und einem roten Zwerg. Diese beiden Komponenten umrunden sich in 4 Stunden und 11 Minuten. Daraus resultiert ein Lichtwechsel zwischen 14,0 und 15,1 mag, der überwiegend eine Folge von Bedeckunsgveränderlichkeit ist.
Bei einem Helligkeitsausbruch, der durchschnittlich alle 100 Tage stattfindet, kann die scheinbare Helligkeit bis zu 9 mag ansteigen. Der Zyklus ist stark unregelmäßig, so betrug der kürzeste Zeitraum zwischen zwei Ausbrüchen 62 Tage, demgegenüber ließ der längste 257 Tage auf sich warten.
Auch wenn U Geminorum der Prototyp der U-Geminorum-Sterne ist so kam es im Jahre 1985 zu einem Supermaximum mit Superhumps, die typisch für eine andere Untergruppe der Zwergnovae, die SU UMa-Sterne, sind.